# جاستن تانر بيترسن
جاستن تانر بيترسن (بالإنجليزية: Justin Tanner Petersen)‏ هو عالم حاسوب أمريكي، ولد في 1960 في واشنطن العاصمة في الولايات المتحدة، وتوفي في 2010 في ويست هوليوود في الولايات المتحدة.